# الحسين الباز
الحسين الباز "ⵍⵃⵓⵙⴰⵢⵏ ⵍⴱⴰⵣ" (ولد في 1957) هو فنان ومغني مغربي أمازيغي ولد في قرية صغيرة قرب إمنتانوت.

## سيرته
ولد الحسين الباز سنة 1957 بقرية جنان آيت الباز في جماعة إرحالن المعروفة بـ «متوگة» بنواحي إمينتانوت. وتأثر منذ صغره بحلقات الروايس في الأعراس والإحتفالات مثل الرايس عمر واهروش وبريك المتوگي والرايس عبد الله بن دريس المزوضي والرايس محمد أوتولوكولت بالإضافة إلى الفنان محمد البنسير.
بدأ مساره الفني في السبعينات من خلال مجموعة الرايس محمد اوتولوكولت وسرعان ما انتقل بين إمينتانوت ومراكش من خلال ساحة جامع الفناء. ثم غادر إلى مدينة الدارالبيضاء لتسجيل أول شريط بعنوان قصيدة «أنزور أنيلي العقل» في شهر مارس 1979 بمساعدة من الرايس الحاج أعراب أتيكي.

## أعماله
للحسين الباز عدد كبير من الأعمال الموسيقية فهو غزير الإنتاج وله أزيد من 70 شريط موسيقي منذ 1979. ومن أنجح أغانيه:
- «أنزور أنيلي العقل»
- «وانا يران الزين اسوق انوگار إيمينتانوت»
- «تاسا نو أتاسا ياگوگ أوكان أغراس»
- «أسيدي المال أسيدي ريال»
- «أيمي اينو أتاسا مادريغ الحوب»